# Josef Theomim
Josef ben Meir Theomim zwany Pri Megadim, czyli Słodki owoc (hebr. יוסף בן מאיר תאומים; ur. 1727 w Szczercu, zm. 26 kwietnia 1792) – rabin Frankfurtu nad Odrą w latach 1781–1792, przewodniczący sądu rabinicznego w tymże mieście.

## Życiorys
Urodzony w Szczercu koło Lwowa w rodzinie Żydów galicyjskich. Syn uczonego Meira Theomima (zm. ok. 1772) i Gitel z domu (?). Wnuk Haima Josepha Theomima i Gitel z domu Shalom, prawnuk Samuela Theomima, praprawnuk Haima Josepha Theomima i Rachel z domu Nathan. Miał dwóch braci: Samuela i Elijaha. Poślubił Toybę Eliakim, z którą miał troje dzieci: Israela, Friedę oraz Samuela.
Początkowo tworzył we Lwowie, po ojcu przejął posadę nauczyciela i instruktora rabinicznego jesziwy we Lwowie. Potem przeniósł się na Węgry do Komarna i wreszcie na tereny Królestwa Pruskiego. W 1772 zamieszkał w Berlinie. W 1774 ogłoszono jego sukcesję po ojcu we Lwowie, a w 1781 trafił do Frankfurtu nad Odrą jako nowy rabin.
Autor wielu dzieł, m.in.: "Porat Josef" (Żółkiew, 1756), "Ginat Weradim" (Frankfurt nad Odrą, 1767), komentarza "Pri Megadim" (Słodki owoc) do "Jore Dea", "Tewat Gama" (Frankfurt nad Odrą, 1782), "Szoszanat Amakim" i "Pri Megadim" do "Orach Chajim" rabina Jakoba ben Aschera w 2 tomach: "Eszel" i "Maszbecot Zahaw".
Pochowany na cmentarzu żydowskim w Słubicach.
Nowy nagrobek z 2004 został ufundowany przez rabina Berela Polatska z Nowego Jorku, a wykonany przez kamieniarza Miklósa Horvátha z miejscowości Nyíregyháza na Węgrzech. Treść inskrypcji odbiega nieco od brzmienia oryginału.

## Współczesna inskrypcja
Tu jest pochowany
wielki uczony rabin
nasz nauczyciel i nasz mistrz, pan Josef
przewodniczący sądu rabinackiego naszej gminy.
Syn naszego nauczyciela i naszego mistrza Meira, pamięć jego duszy.
Autor
"Porat Josef", "Ginad Weradim"
"Pre megadim" do "Jore dea"
"Tewat Gome", "Szoszanat Amakim",
"Pri megadim" do "Orach Chaim" w dwóch tomach:
"Eszel Awraham" i "Miszbecot Zahaw",
jak również wielu książek, które napisał.
Zmarł i pochowano go w środę 10 ijar 552 wedle krótkiego rachunku.
Niech będzie dusza jego związana w wieniec życia.

## Wywód genealogiczny
| 4. Haim Joseph Theomim |  |                     |  |  |                                       |
|                        |  | 2. Meir Theomim     |  |  |                                       |
| 5. Gitel z domu Shalom |  |                     |  |  |                                       |
|                        |  |                     |  |  | 1. Josef ben Meir Theomim (1727-1792) |
| 6. NN                  |  |                     |  |  |                                       |
|                        |  | 3. Gitel z domu (?) |  |  |                                       |
| 7. NN                  |  |                     |  |  |                                       |
|                        |  |                     |  |  |                                       |